# 横江站 (中国)
横江站，位于中华人民共和国四川省宜宾市宜宾县横江镇，是内昆铁路上的火车站，建于2002年，由成都铁路局管辖。

## 車站周邊
- 横江
- 横江镇人民政府
- 中国邮政储蓄银行横江镇储蓄所

## 业务办理
不办理货运业务。

## 歷史
- 建于2002年。

## 外部連結
- 中国铁路客户服务中心 （页面存档备份，存于）